# Барді (родина)

Родинний герб Барді

Барді (Bardi) — старовинний рід флорентійських банкірів. Барді очолювали одну з найбільших у Європі банківсько-торгових компаній (з середини XIII ст. до середини XIV ст.). Вони виступали кредиторами пап і королів. На гроші Барді велася Столітня війна. З кінця XIII ст. Барді брали участь у політичному житті Флоренції.